# 카드파이트!! 뱅가드의 등장인물 목록
카드파이트!! 뱅가드의 등장인물 목록이다. 이름은 왼쪽은 일본판, 오른쪽이 한국판이다.

## 팀 Q4
카드 캐피탈 대표팀 '쿼드리 폴리오'의 멤버.    1기에서는 전국대회 우승, 2기에서는 일본 VF서킷에서 우승하였다. 4기에서는 아이치의 존재 자체가 사라져 Q4라는 팀 자체가 아예 존재하지 않게 되었다.
센도 아이치 (先導 アイチ) / 강한빛
성우 : 요나가 츠바사 / 윤미나

생일 : 6월 6일(쌍둥이자리), B형

이 작품의 주인공. 히츠에(後江)중학교 3학년. 어렸을 때 이지메를 심하게 당했던 적이 있어, 소심하지만 매우 상냥하다. 고등학생이 되어서는 남자다운 면도 보이긴 하지만, 기본적으로는 중성적 페이스. 공부를 잘한다. 레기온메이트 편에서는 카이를 제외한 모두의 기억에서 사라진다. 카이 일행을 만나고 싶지 않다고 밝혔다. 하지만 사실은 자신의 몸 속에 있는 '시드'를 봉인하기 위해서였고 현재 카이와 카이의 일행, 콰트로나이츠에게 시드를 갈라 나누어 시드의 힘이 약해졌다
카이 토시키 (櫂 トシキ) / 최시혁
성우 : 사토 타쿠야 / 김영선

생일 : 8월 28일(처녀자리), A형

히츠에(後江)고등학교 2학년. 압도적인 실력의 소유자이지만, 뱅가드 대회에는 잘 나가지 않는다. 어릴 때는 굉장히 밝은 아이였지만 여러 가지 일로 시간이 지나며 조금씩 차가워졌다.  그러나 아이치와의 재회 이후 성격이 온화해져 사라진 아이치를 찾기 위해 메이트를 모으기도 하는 등 점점 원래의 성격이 돌아오는 것 같다.
토쿠라 미사키 (戸倉 ミサキ) / 도서진
성우 : 킷타 이즈미 / 하은진

생일 : 11월 1일(전갈자리), B형

고등학교 1학년 여고생. 길고 옆트임이 심한 (교복)치마가 포인트. 신 삼촌(닛타 신)을 돕기 위해 매일 카드 캐피탈에서 일한다. 그녀는 어렸을 때 부모님을 잃었고 뱅가드를 즐겨하던 부모님 생각이 나 뱅가드를 멀리했지만 에미와의 파이트를 통해 뱅가드의 즐거움을 되찾고 Q4팀에 합류한다. 고2가 되고 나서는 머리카락을 단발로 바꾸었다. 기억력이 좋다. 레기온메이트편에서는 카이 일행과 함께 아이치를 찾아다니지만 라티에게 패배해 아이치에 대한 기억을 잃는다.
카츠라기 카무이 (葛木 カムイ) / 박태양
성우 : 이시카와 시즈카 / 권인지

생일 : 9월 13일(처녀자리), A형

자신을 이몸(오레사마)라고 부르는 중학교 1학년. 아이치의 동생 에미에게 한눈에 반해 버려(5화) 아이치를 형님이라고 부른다.어렸을 때는 팀 진짜사나이(오토코마에)에 있었다. 다이몬지 나기사를 별로 좋아하지 않는 듯. 히츠에 중학교에 입학했지만 여전한 듯하다. 레기온메이트편에서는 카이 일행과 아이치를 찾아다니지만 가이야르에게 패배해 아이치에 대한 기억을 잃는다.

### Q4 가족
센도 에미 (先導 エミ) / 강보라
성우 : 에노모토 아츠코 / 김필진

생일 : 9월 27일(천칭자리), B형

아이치의 여동생으로 미야지중학교 1학년생. 그러나 얼빠진 오빠보다 야무지고 똑똑해서

아이치를 오빠라고 부르지 않고 아이치라고 부른다.(한국판 에서는 오빠 라부른다)

연애에는 매우 둔감하여, 카무이가 자신을 좋아하는지도 모른다.

물론 본인은 모르지만, 다이몬지 나기사가 질투하기도 했다.
닛타 신 (新田 シン) / 도선우
성우 : 모리시마 슈타 / 홍범기

생일 : 12월 28일(염소자리), O형

본명은 닛타 신에몽. 카드 캐피탈의 점장.

성격이 서글서글하고 착한 청년으로, 미사키의 삼촌.

부모님을 여읜 미사키를 좋은 고등학교에 보내기 위해 부단히 노력했다고 한다.
센도 시즈카(先導 シズカ)
성우 : 시노하라 에미

센도가의 어머니로, 기본 미인에 매일 웃고 있다.

## 외 인물들
점장대리(ネコ) / 점장대리(고양이)
성우 : 킷타 이즈미

카드 캐피탈의 마스코트이자, 닛타 신과 토쿠라 미사키가 키우는 고양이.

성우가 진행하는 라디오에서는 별칭도 생겨났다고 한다.

의외로 사람 말을 알아듣는 듯. 좋아하는 말은 "점장님"
마크 화이팅 / 마크
성우 : 아베 아츠시

통칭 마크 선생님. 외국인(서양쪽의)으로, 굉장히 시끄럽지만 재미있는 역사수업을 진행한다.
1화의 정보에 따르면 전국시대 덕후라고 한다.
카드캐피탈 대회에서는 아무도 모르게 닌자마스터M으로 출전하여 자신임을 밝히지 않았지만 그게 누구인지는 모리카와를 제외하고는 아무도 궁금해하지 않는다. 1년이 지나고는 히츠에 고교의 카드파이트부 고문 선생을 맡았다.
다이몬지 고우키 (大文字 ゴウキ) / 황태산
성우 : 이토 켄타로

팀 멋진남자(오토코마에)의 리더격.
아무리봐도 어른이지만 설정상으로는 고등학교 1학년이라고 한다.
명대사는 "여동생이라면 모든 게 용서되지."
다이몬지 나기사 (大文字 ナギサ) / 황민지
성우 : 히로하시 료

다이몬지 고우키의 여동생.위 명대사의 주인공.
카츠라기 카무이를 너무나도 좋아하여 보기만 해도 달려든다.
중반쯤에서는 센도 에미와 묘한 라이벌 관계를 형성하는듯 했으나, 에미 본인은 전혀 모르고 있었다.
명대사는 "나도 이제 4학년이니까, 결혼할 수 있어!"
DAIGO(다이고)
성우 : DAIGO

뱅가드계 전설의 파이터로 로열 팰러딘이 사라졌을 때도 로열 팰러딘을 소지하고 있었다. 샵 PSY에 나타나 레온과 파이트하고 차원의 변형으로 다른 공간으로 가게 되지만 아시아 서킷이 끝나고 무사히 돌아온다. 3기에서는 미야지 학원의 카드파이트부연극 게스트로 등장하여 연극을 성공시킨다.
키시다 오사무(岸田 オサム)
성우 : 코니시 카츠유키

전국대회 편 기준 고1으로 공격할 때 공격(고우게키)↗ 억양이 높아진다. 초등 학생, 중학생의 자기와 똑 닮은 남동생 둘이 있다. 가족애가 강한 점이 질리안에게는 좋은 인상을 주었다.
무츠키 쥰(六月 ジュン)
성우 : 노지마 켄지

뒷골목 파이터의 대장으로 사고방식이 틀어져 있어. 미와를 구속하고 카이를 협박하는 등의 행동을 하지만 카이와 미와의 우정을 진심으로 부러워하여 계속 교류를 한다. 진정 나쁜 사람은 아닌 것 같다.
킴빠노 긴도(金歯の 銀銅)
성우 : 노무라 켄지

본명은 불명이다.  쥰의 부하로, 금니를 착용했다. 카이와 파이트했을 때 안티 룰을 했으나 카이에게 졌다.

## 샵 PSY관계자
스이코 (スイコ) / 미라
성우 : 테라카와 아이미

생일 : 5월 5일(황소자리), O형

혹성 크레이에서 온 아이돌그룹 울트라레어의 맏언니. 생긴건 아무리봐도 어른이지만 설정상으로는 카이와 동갑이라고 한다.(즉 고1)
고2가 되어서는 후쿠하라 학교의 제복(세라복)을 입고 나타났는데, 이시다 나오키에게 세라복은 무리가 아니냐는 소리를 듣기도 했다.
코린 (コーリン) / 유라
성우 : 미모리 스즈코

생일 : 10월 13일(천칭자리), B형

울트라레어의 둘째.
아이치를 좋아하는 듯 하지만, 아이치는 모른다. 모리카와가 자신을 지나치게 좋아하는 것을 좋지 않게 여기는 듯. 44화에서는 고민하는 카이를 질책하며 아이치를 구제할 마음을 먹게 해주었다. 3기에 들어서 비중이 높아졌다가 레기온 메이트 편이 시작되고 갑자기 사라졌다. 하지만 그녀는 아이치 곁에 있었고 현재 봉인 풀린 아이치에 대한 걱정이 이만저만이 아니다.
렛카 (レッカ) / 세라
성우 : 난죠 요시노

생일 : 2월 21일(물고기자리), B형

특유의 소라머리가 포인트. 울트라레어 중 막내. 솔직담백한 성격으로, 미남을 밝히는 것 같다. 에미와 같은 미야지 중등부에 입학했다.
타츠나기 타쿠토 (立凪タクト)/콘라드
성우 : 다카가키 아야히

타츠나기 재벌의 총수로 VF서킷의 주최자. 클레이를 지키기 위해서 울트라레어의 기억을 강제로 조작하고, VF서킷을 개최해 사이퀄리아를 이용하는 등 냉철한 인격을 가졌으나 3기에서는 울트라레어들의 평범한 학교 생활을 흐뭇하게 바라보는 등 진심으로 기뻐한다.  그러나 링크죠커에 의해 인격이 흡수되고 영체만이 클레이에 남아있게 된다. 마지막으로는 주변인들에게 사과하고 링크죠커와 함께 이 세상에서 사라지게 된다.

## 팀 푸 파이터 AL4(FFAL4)
스즈가모리 렌 (雀ヶ森 レン) / 정시온
성우 : 아베 아츠시 / 신한호

생일 : 12월 12일(사수자리), A형

사이퀄리아의 소유자이자 팀 푸 파이터 AL4(FFAL4)의 리더이자 창시자. 카이와의 일 때문에 한동안 나쁜 일을 했으나 1기 마지막에서 회개하여 원래의 맹한 성격으로 돌아온다. 4기에서는 아이치에 대해 알고 있는 것 같다. 카이에게 아이치의 행방에 대한 힌트를 주었고 레온과 함께 세라의 프리즘에 갇힌 카이와 나오키, 가이야르를 구해주었다.
야하기 쿄 (矢作 キョウ) / 단효운
성우 : 와타나베 아케노

생일 : 7월 4일(게자리), A형

자신의 뱅가드 실력에 굉장한 자부심을 가지고 있는 성격파탄이 탈인 중학교 2학년생.
카이와의 파이트에서 져 AL4에서 제명당하고 복수를 다짐했으나 또 실패. 결국 제명당한 다른 2명과 팀을 결성하여 감초 역할으로 꾸준히 나오고 있다.
나루미 아사카 (鳴海 アサカ) / 남궁사라
성우 : 나바타메 히토미

생일 : 6월 11일(쌍둥이자리), A형

렌을 렌님이라고 부르며 따르는 고등학교 2학년생. 아무래도 렌을 좋아하는 것 같다.
얼핏 보면 무뚝뚝하고 냉철해 보이지만, 렌에 관련된 일이 나오면 급 돌변. 항상 화장을 하고 나오는데, 처음 푸 파이터에 가입했을 때는 화장을 하고 나오지 않았다. 아무래도 어려서 그랬던 듯. 처음 렌을 봤을 때는 이상한 녀석이라고 생각했지만, 차츰 렌에 관심이 가기 시작, 나중에는 집착 비슷한 것으로 변질되었다.
제명 위기가 있었지만 렌이 회개함으로써 용서받고 후쿠하라 고교에서도 렌을 따라다니고 있다.
신죠 테츠 (新城 テツ) / 강철우
성우 : 이나다 테츠

생일 : 2월 15일(물병자리), O형

절대적으로 아저씨처럼 보이지만 고3.
외모에 맞지 않게 머리띠를 쓴 것이 포인트라면 포인트.
어렸을 때부터 카이와 렌을 쭈욱 지켜보고 있었다. 아무리 봐도 보호자 포지션이지만, 실은 렌의 소꿉친구. 카이와 렌의 파이트때에서는 옛날 카이와 렌이 너무 친해 렌의 친구로서 질투까지 났을 정도라고 한다. 쿄의 회상장면에서 ID카드를 단번에 으깨버린 걸로 보아서는 생긴대로 힘도 센 것 같다. 에미와 마이가 아저씨라며 따른다..

## 미야지 학원 관계

### 미야지 고등부
카드파이트부
센도 아이치, 토쿠라 미사키#팀 Q4
이시다 나오키(石田 ナオキ)
성우 : 나라 토오루

생일 :  4월 19일(양자리), A형

아이치와는 같은 반이자 카드파이트부에선 부부장. 브레이크 라이드를 휴식이라고 하는 둥 어떻게 미야지에 왔는지 알 수 없는 녀석이다. 열혈 바보 타입으로, 코믹스에서는 상당히 불량한 모습으로 나타났다. 사실 나오키는 초등학생 때 아이치를 알고 있었지만, 그냥 방관하고 있었던 것에 미안해한다.
코모이 신고(小茂井 シンゴ)
성우 : 요시노 히로유키

생일 : 1월 6일(염소자리), A형

첫 등장에서 코린 스토커로 오해를 받았으나 실은 아이치와 미사키의 팬이었다. 기본적으로 누구에게나 존칭을 사용하여 카드에도 님자를 붙인다. 울트라레어에는 그다지 관심이 없었지만, 렛카를 보고 난 후에는 팬이 된 것 같다.
나오키와는 자주 투닥거리지만 걱정도 하는 걸 보니 싫어하는 것은 아닌 듯 하다.
학생회
나이토 타테와키(内藤 タテワキ)
성우 : 치바 스스무

학생회의 회장. 학원에 자부심을 갖고 있으며, 카드 파이트부를 어린이 카드게임부라며 무시했다. 그러나 갖은 방해에도 부가 설립되자 처음에는 이를 갈았지만 점차 자신도 뱅가드에 빠지게 되었다. 마키에게 이젠 혼자가 아니라며 위로해 주었다.
스와베 이츠키(諏訪部 イツキ)
성우 : 마지마 준지

포니테일에 안경이 포인트인 남자. 회장과 함께 다닌다.
나가에 마키(長代 マキ)
성우 : 우에다 레나

자신이 남과 다르다는 생각에 계속 외톨이로 살다 보이드의 부하가 되어버린 소녀. 학생회의 서기로 평소에는 묵묵히 일을 했지만 링크 조커가 본격화되면서 일을 본격화했다. 나오키와의 싸움에 동요를 느끼고 리버스가 풀렸다.  나이토에게 너는 혼자가 아니라는 말을 듣고 안정을 되찾는다.
요츠에 아카리(四会 アカリ)
성우 : 야하기 사유리

미사키의 단짝친구로,  왕방울 크기의 귀걸이가 특징이다.

### 미야지 중등부
센도 에미#Q4 가족
렛카#샵 PSY관계자
토비타 마이(飛田 マイ)
성우 : 1기 이시가미 시즈카 2기부터 오오쿠보 루미

에미의 친구로 콘텍트 렌즈를 썼다.

## 히츠에 학원 관계

### 히츠에 고등부
카이 토시키#팀 Q4
모리카와 카츠미 (森川 カツミ) / 장경수
성우 : 스기야마 노리아키 / 홍승표

생일 : 4월 12일(양자리), AB형

그레이드3과 코린을 너무나도 좋아하는 고1.

1화에서는 아이치의 카드(블래스터 블레이드)를 빼앗아 아이치를 카드 캐피탈로 오게 만든 장본인.

또한 6화에서는 다른 카드샵을 찾아보다 PSY라는 가게에 들어갔는데 코린에게 단번에 반했다.

브이(V)자 머리모양이 특징이다.
미와 타이시 (三和 タイシ) / 박은호
성우 : 모리쿠보 쇼타로 / 전광주

생일 : 4월 1일(양자리), A형

밝고 쾌활한 성격의 고등학교 2학년.

카이의 친구로서 예전 카이의 밝았던 모습을 기억하고 있다.

카드 캐피탈의 분위기 메이커. 4기에서는 카이일행과 함께 아이치를 찾아다니지만 네이브에게 패배해 아이치에 대한 기억을 잃는다.
이자키 유타 (井崎 ユウタ) / 왕영태
성우 : 야마구치 타카유키

생일 : 7월 13일(게자리), A형

1화때부터 모리카와와 함께 나왔는데, 별로 존재감이 없다.
하지만 말투가 독특해서 이자키 대사를 가타카나로 표기하기도 한다.

### 히츠에 중등부
카츠라기 카무이#팀 Q4
우노 레이지 (右野 レイジ) / 누리
성우 : 시타 야노리코

항상 카무이의 오른쪽에 붙어있는 남자 아이.

안경을 빼면 별 특징이 없지만, 사가 에이지와 한 세트이다.
사가 에이지 (左賀 エイジ) / 마루
성우 : 히가 쿠미코

항상 카무이의 왼쪽에 붙어있는 남자 아이.
이니셜로 말을 줄여 쓴다던가(YKS!)하는 독특한 말투를 사용하지만 그래봤자 우노 레이지와 한 세트다.

## 주요 팀

### 팀 드레드 노트
소류 레온을 필두로 한 팀. 홍콩 스테이지 Q4 결승 상대였다.
소류 레온 (蒼龍 レオン)
성우 : 칸바라 다이치 / 홍범기

생일 : 8월 1일(사자자리), B형

바람이 불었다와 MY가 특징인 소년. 사이퀄리아 능력자로, 창룡의 후예로서 아쿠아 포스가 멸망한 민족임을 깨닫고 비통해하다가, 보이드에 의해 발목을 잡힌 아쿠아 포스의 부활과 로열 팰러딘, 쉐도우 팰러딘, 미스트를 교환하여 일족의 재흥을 꾀한다. 그러나 아이치에 패배하고 그를 둘러싼 보이드는 사라진다. 레기온 메이트 편에서는 콰트로 나이츠를 이기기 위해 파이트 실력을 쌓는 카이일행에게 도움을 주고 렌과 함께 세라의 프리즘에 갇힌 카이와 나오키, 가이야르를 구해주었다.
질리안 첸 (ジリアン・チェン)
성우 : 우에다 카나

생일 : 12월 13일(사수자리), A형

레온을 섬기는 쌍둥이 자매의 언니. 샤린과는 달리 다혈질에다가 화를 잘 내고 야무지며, 가슴이 눈에 띌 정도로 더 크다.
샤린 첸 (シャーリーン・チェン)
성우 : 고토 사오리

생일 : 12월 13일(사수자리), AB형

쌍둥이 자매의 동생으로 느긋하고 낙천적이나화나면 무섭다.

### 팀 SIT지니어스
싱가포르 공과 대학 학생으로 구성되었으며 모두 월반한 천재들이다. 싱가포르 스테이지에서 Q4와 만났다.
크리스토퍼 로우 (クリストファー・ロウ)
성우 :  야하기 사유리

애칭은 크리스. 천재이지만 남을 신경쓰지 않고 동료애도 없는 아이였는데, 사이퀄리아로 증세가 심해지다가 막판에 이르러서 아이치에 진 이래로는 사람이 바뀌어 가는 것 같다. 링크 조커 편에서는 동료를 배려하는 모습을 보여 주었다.
리셴룽 (リー・シェンロン)
성우 : 시모다 아사미

싱가포르 명문이며, 자부심이 강하지만 이인자의 자리에 불만을 갖고 있다. 크리스를 싫어하는 듯한 행동을 하지만 그렇지는 않다.
파질 아리 (ファジル・アリ)
성우 : 네모토 케이코

여자를 심각하게 밝히는 아이. 하지만 마음씨 하나는 좋다. 일본에 가서는 메이드 누나를 보고 싶다고 하는 등 여전한 모습을 보여 주었다.

### 팀 진짜 사나이 (오토코마에)
카드샵 진짜사나이의 대표팀. 해적 컨셉이다. 그래서인지 덱이 다들 같다.
다이몬지 고우키, 다이몬지 나기사#외 인물들
나카츠가와 히로시 (中津川 ヒロシ)
성우 : 타카노하시 츠바사

중3으로,  장신에 남자답게 생겼다. 외에는 별다른 특징이 없다.
코마츠바라 카오루 (小松原 カオル)
성우 : 카자마 유토

본명은  코마츠바라 쟈판 카오루로 브라질계 혼혈이다. 말투도 어미에 쟈판을 갖다 붙인다. 억지스러워도 그냥 붙이는 경우가 많다.

### 팀 카이사르
예전 전국대회 우승 팀. 켄지가 유학을 갔으니 사실상 해체상태. 모두 다이유우샤 덱이다.
미츠사다 켄지 (光定 ケンジ) / 황제훈
성우 : 아카바네 켄지

착한 청년으로 팀 카이사르 리더. 노력파로 처음엔 젬병이었다고 한다. 역사 마니아로 팀 이름도 카이사르 이름에서 따왔다. 성을 음독으로 읽으면 황제와 발음이 같기 때문에 황제라고 불린다. 한국판에서는 이름에 황제가 들어가서 그렇다고 한다.
우스이 유리 (臼井 ユリ)
성우 : 마키구치 마유키

팀의 홍일점으로 우스이 가이의 누나. 미츠사다에게 관심을 갖고 있으나 표현하지 못한다. 은근한 독설가이다.
우스이 가이 (臼井 ガイ)
성우 : 사토 세츠지

우스이 유리의 동생으로 착하고 누나를 무서워한다.
다이몬지 고우키가 여동생은 귀엽다 어택을 했을 때 누나는 무서워요 가드를 했다.

### 팀 어벤져스
야하기 쿄와 예전 푸 파이터에 제명당한 사람들끼리 렌에게 복수하기 위해 만든 팀으로 큰 활약을 하지 않는다.
야하기 쿄#팀 푸 파이터 AL4(FFAL4)
죠고글 가죽 잠바.
아키라선글라스 스리 브레스.

### 팀 브릴리언트 스타즈
전국대회 편에서 나왔던 팀으로, Q4에 패배하였다.
전원이 좀 부담스럽게 나르시스트들이다.

### 콰트로 나이츠
레기온메이트 편에 나오는, 팀이라고 하기엔 뭔가 다르지만 현재 자신들의 발언에 의하면 아이치 몸 속에 있는 링크조커인 '시드'을 봉인하기 위해 그 봉인을 지켜주기 위한 팀이다. 전원이 뱅가드 챔피언급으로, 저지먼트라는 신기한 힘을 이용해 메이트 일행을 막는다. 아이치와 메이트들이 만나는 것을 적극적으로 방해한다.
올리비에 가이야르
성우 : 켄토 하마

청록색 머리의 소년으로 유럽 서킷 챔피언. 아이치의 골드 팰러딘과 에이스 카드 '리버레이터 모나크 생츄어리 알프레드'를 사용하며 아이치의 의지를 이어받았다고 본인이 말했다. 카이 토시키 일행이 아이치와 만나려는 것을 상당히 불쾌하게 생각한다. 사용하는 프리즘은 '홀리 프로미넌스 프리즘'. 후에 성역으로 들어온 카이 일행 중 카무이와 파이트하여 이겨 카무이에게 '메모리 저지먼트'를 날려 기억을 잊게 하였지만, 카이와 파이트하여 패배하면서 저지먼트를 자신이 받게 되고, 자신의 봉인이 풀리게 된다. 세라의 얼음감옥에 갇혀 카이와 나오키에게 그동안의 과거를 이야기하고, 레온과 렌의 도움으로 얼음감옥에서 탈출한 뒤 아이치에게 파이트를 신청하려는 세라와 파이트하고, 세라를 쫓아내지만 다시 카이와 파이트한다.
라울 세라
성우 : 오키츠 카즈유미

보라색 머리의 청년으로 남미 서킷 챔피언. 사용하는 덱은 네오 넥타르를 사용했지만 성역에서 나오키와 파이트할때는 그랑블루를 사용하였다. 사용하는 프리즘은 '밀레니엄 블리자드 프리즘'. 집사인 모레스를 미행하여 성역으로 들어온 나오키와 파이트하였지만 패배한다. 저지먼트를 받고 봉인이 풀리지만 후에 그것은 모두 자신의 계획이었고 두 개의 봉인이 풀린 시점에서 자신의 힘으로 봉인을 깨버려 아이치를 깨우게 하였다. 네이브와 라티도 파이트에서 패배하게 만든 뒤 봉인에서 완전히 풀려나 잠든 아이치에게 파이트를 신청하려 했지만 가이야르에게 저지당했고 가이야르와 파이트하게 된다. 가이야르에게 져서 성역에서 쫓겨난다.
라티 커티
성우 : 사토 리나

진한 보라색 머리에 살짝 까무잡잡한 피부색을 가진 여자아이로 동남아시아 서킷 챔피언. 도너츠를 매우 좋아하며 미사키를 '미사킹'이라고 부른다. 쉐도우 팰러딘'마녀'덱을 사용하며 사용하는 프리즘은 '페어리 머스커레이드 프리즘'. 성역으로 들어온 미사키와 한번 더 파이트를 하여 이기면서 미사키에게 '메모리 저지먼트'를 날렸다. 아이치의 봉인이 깨졌을 때 아이이치의 방을 향해 달려갔지만 세라의 계략으로 한참을 해맸다. 후에 세라와 파이트하며 패배하여 저지먼트를 맞고 기절하여 부상하는 성역에서 바닥이 가라앉으며 함께 가라앉았다. 그런데 다행히 살아있었다.
필립 네이브
성우 : 무라카미 유야

체구가 큰 청년으로 유럽 서킷 챔피언. 서킷에서 가이야르와 많이 충돌하였으며 나오키와 파이트 할 때 뜨거운 정신에 감탄하였다. 생긴 것과는 다르게 동물을 좋아하는 듯. 사용하는 프리즘은 '스틸 월 프리즘'. 성역으로 들어온 미와와 파이트하여 이기면서 '메모리 저지먼트'를 날렸다. 세라의 계략에 넘어가 아이치와 파이트하지만 패배하고 자신이 저지먼트를 맞게 된다.

## 전국 대회 / VF서킷 출전 팀

### 팀 쓰리 블랙스
단역 팀이자 첫 지역대회에서 만난 팀.
쿠로사와 히카루 / 흑고양이 김밝음
성우 : 오노즈카 타카시

이름은 밝고 성은 어두운 캐릭터.

이름에 맞게 굉장히 밝은 사람이다.

일회용 단역 캐릭터이지만, 은근한 발자취를 남겼다.

명대사는 "아니,그 카드는!설마 용혼난무(절찬발매중)의 카드인가!?"
쿠로사키 라이토 / 흑룡 김빛남
성우 : 모가미 츠구오

쓰리 블랙스의 일원 1.
쿠로다 아키라 / 흑곰 김환함
성우 : 사사키 히로

쓰리 블랙스의 일원 2.

### 팀 쥐라식 아미
군복이 특징적인 팀. 행동 역시 군인다운 행동을 한다. 전국 대회 예선 리그 제1전 상대.
류도 군지 / 용군호
성우 : 오오쿠보 토시히로

베레모를 쓴 교관 느낌 남자. 주로 아이치에 경고를 했다. 그 다음 대회에서는 사이퀄리아에 잠식한 아이치에 패배하지만 경례를 보낼 상대는 아니라는 판단을 내렸다.사이퀄리아를 쓰지 않은 다음 전국대회에서 만났을 때는 아이치가 성장했다고 평가하며 경례를 했다.
류도가와 부신
성우 : 반도 코이치

모자를 쓴 남자. 말투가 특이하다. 미사키에 졌다.
류지마 신지
성우 : 없음(소리 없이 끝남)

안경을 쓴 남자.

### 팀 머슬 브레인
전국 대회 예선 리그 제2전 상대. 격투기가 특징. 모토는 <최강의 몸에 최강의 지혜가 흐른다>.
킥의 슈
성우 : 시모야마 요시미츠

선봉에서 카이와 대결한 인물. 미간에 테이프가 특징이다. 특기는 킥.
펀치의 켄
성우 : 오키츠 카즈유키

중견전에서 미사키와 대결한 인물.  한쪽 앞머리가 길다.
유도의 스네이크
성우 : 사사키 히로

파이트를 하지 않았기 때문에 자세한 것은 모른다.

### 팀 랜스
조향사 3인조로 구성된 팀. 코론이라는 작은 소년은 프로필 불명. 향기에서 상대방의 감정을 읽어 파이트에 이용한다.가을 지역 대회 1회전 상대.
펄팬
성우 : 미야타 코우키

선봉에서 아이치와 대결을 했으나 사이퀄리아를 발동한 아이치에 진다.
트와레
성우 : 고토 마이

중견에서 미사키와 대전하나 판단의 미스로 진다.
코론

### 팀 SPY다
이름대로 정보전을 특기로 하는 팀.전국 대회 2차전 상대. 이름이 없다.
리더
성우 : 카시 쇼토

안경을 쓴 털복숭이 남자. 미사키를 사전 조사해 정신적 공격을 했으나 패배. 정신 공격이 전술인 듯하다.
남자 A
성우 : 타카노하시 츠바사

카무이의 약점을 잡아 에미를 닮은 가면을 써 혼란스럽게 하지만 가면이 벗겨져 바로 패배했다.
남자 B
성우 : 사사키 히로

파이트를 안했다.

### 팀 닌자
싱가포르 스테이지 1회전 상대로 전원이 닌자 코스프레.
잭
성우 : 하마다 겐지

팀 리더로 처음엔 아이치를 무시했지만 아이치에 패배함으로써 자신의 미숙을 깨닫게 되었다.
리자드
성우 : 호시 소이치로

미사키의 대전 상대로 독설가이다.
크랭키
성우 : 코지마 사치코

카무이의 대전 상대로 심리전을 벌였지만 패배. 일본 스테이지에서도 만났다.

### 팀 디비나시온
싱가포르 스테이지 2회전 상대로 모두 점을 이용한 파이트를 한다.
크리스탈
성우 : 마지마 준지

아이치의 대전 상대로 머리 위에 수정 구슬이 있다.
호로스코프
성우 : 코야스 타케히토

미사키의 대전 상대로 자신을 미남자라고 하는 등 나르시스트이다.
제이칙
성우 : 야마구치 캇페이

카무이의 대전 상대로 완벽한 준비로 심리전을 성공하는 듯 했으나 실패하고 패배했다.

### 팀 세븐 시즈
서울 스테이지 1회전 상대로 모두 해적 복장을 하고 있다.
키지카
성우 : 미나가와 준코

리더로 아이치와 대전을 했지만 아이치에 졌다.
라직
성우 : 사토 유다이

미사키의 대전 상대로 룰에 얽매이다 패배했다.
게락
성우 : 나카지마 히로

카무이의 대전 상대로 특수 규칙을 이용하다 카무이에 패배했다.

### 팀 라우
홍콩 스테이지 1회전 상대. 일본 스테이지에도 등장했다. 리버스 파이터를 막는 장면도 나왔다.
케네스 라우
성우 : 니시다 마사카즈

장남으로 Q4에게 진 뒤로 아이치와 미사키의 팀워크를 칭찬했다.
테렌스 라우
성우 : 시로쿠마 히로시

차남으로 아이치의 대전 상대.
펠릭스 라우
성우 : 미즈노 마리에

막내로 미사키의 대전 상대.

### 팀 배틀 위즈
홍콩 스테이지 준결승 대전 상대. 모두 완두에서 유래한 이름인 것 같다. Q4(쿼드리 폴리오, 네잎 클로버)가 식물의 이름을 땄음에도 네오 넥타르를 사용하지 않자 분개했다.
카라스 엔도
성우 : 오오우라 후유카

검은 머리의 소년으로 머리에 특징적인 고글을 쓰고 있다.
스즈메 엔도
성우 : 아이다 사야카

귤색 머리의 소년.
우즈라 엔도
성우 : 하세 미키

하얀 머리의 소년.

### 팀 언노운
일본 스테이지 선수들에 방해가 되기 위해 위원회가 직접 파견한 팀. 다들 실력자이다. 실은 전부 아는 사람들뿐이다.
킹 Z무츠키 쥰(#외 인물들)
퀸 Y우스이 유리(#주요 팀)
조커 X신죠 테츠(#팀 푸 파이터 AL4(FFAL4))

## 대회 진행자들
MC 미야 / MC 미키
성우 : 사카마키 미츠히로

뱅가드를 좋아하며,굉장히 열성적으로 해설을 하는 MC.

그러나 재미가 없어서 대중들한테 인기는 별로인 것 같다.

해설할 때 가끔씩 눈동자가 흐리멍텅해지며 동공이 풀린 것 같은 느낌을 주는데, 그럼에도 불구하고 해설은 제대로 하고 있다.

울트라레어에게 설명을 빼앗기고 모리카와에게도 한소리 듣는 불쌍한 MC.
닥터 오 / 닥터 오
성우 : 닥터 오 / 김영선

"두근두근합니다~"와 손가락 O모양 표시가 ^0^() 굉장히 인상적이다.

흰색 망토에 흰색 학사모를 쓰고 있으며, 실존인물이라고 한다. 목소리가 특이하다.

26화의 카무이의 행동을 보아서는 MC미야보다는 인기가 많은 것 같으며, 역시 해설자이다.